# Departamento Paysandú
Paysandú ist ein Departamento in Uruguay.

## Geographie

### Lage
Das eine Flächenausdehnung von 13.922 km² aufweisende Departamento liegt im Westen des Landes an der Grenze zu Argentinien, die der Río Uruguay bildet.

### Siedlungsstruktur
Die Hauptstadt Paysandú liegt am Ostufer dieses Flusses und ist mit 76.412 Einwohnern (Stand: 2011) die viertgrößte Stadt des Landes nach Montevideo, Ciudad de la Costa und Salto.

### Bodenschätze
An Bodenschätzen weist das Departamento lediglich Kalkstein am Río Queguay auf.

## Geschichte
Die Ursprünge von Paysandú gehen bis 1607 zurück, als das Territorium teilweise von Capitanes de Hernandarias bewohnt war. Erstmals besiedelt war das Land um 1752, als der „Paso de Paysandú“ durch Indianer der Mission de San Borja entstand.
Im Jahr 1768 wurde ein Hafen in das bis 1802 konfliktreiche Gebiet gebaut. 1815 etablierte sich Artigas mit seinen Anhängern in Paysandú und wandelte das kleine 25 Familien Dorf in den Sitz der ersten heimischen Regierung.

## Bevölkerung
Während 2004 noch 113.244 Einwohner gezählt wurden, betrug die im Rahmen der Volkszählung des Jahres 2011 ermittelte Einwohnerzahl 113.124. Davon waren 55.361 Männer und 57.759 Frauen.
In Paysandú gab es einen großen Anteil an italienischen, französischen und spanischen Einwanderern.

## Infrastruktur

### Bildung
Paysandú verfügt über insgesamt 14 weiterführende Schulen (Liceos), in denen 7.592 Schüler von 646 Lehrern unterrichtet werden. Das älteste Liceo des Departamentos ist das in der Departamento-Hauptstadt Paysandú angesiedelte, 1912 gegründete Liceo Nº 1 Departamental „Q. F. Élida Heinzen“. (Stand: Dezember 2008)

### Verkehr
Auf dem Gebiet des Departamentos befindet sich mit dem Flughafen Paysandú Tydeo Larre Borges eine Anbindung an den Flugverkehr. Durch das Departamento führt die Bahnstrecke Chamberlain–Salto. Ferner wird das Departamento von den folgenden Straßen jedenfalls teilweise durchzogen: Ruta 3, Ruta 24, Ruta 25, Ruta 26 und Ruta 90. Mit der Straßenbrücke Puente General Artigas besteht eine Verbindung nach Argentinien.

### Wirtschaft
Im ersten Viertel des 20. Jahrhunderts entschied sich der junge Bürgermeister José Acquistapace mit der Unterstützung von Tomás Berreta für eine Politik, die die Industrie in die Region holen sollte, damit diese sich entwickeln kann. Sofort siedelten sich unter anderem Unternehmen der Zucker-, Woll- und Lederindustrie an, die nicht nur Arbeitsplätze, sondern auch eine starke Entwicklung in die Stadt brachten.

### Kultur
Eine der größten Attraktionen der Region ist die Semana de la Cerveza (die Bierwoche), die jedes Jahr während der Semana Santa, der heiligen Woche vor Ostern, stattfindet. Die Organisation der Großveranstaltung dauert fast ein Jahr. Sie beginnt mit der traditionellen Zeremonie des pinchado („anstechen“) eines Fasses durch die Autoritäten der Provinz oder der Nation.

## Politik
Die Führungsposition der Exekutive des Departamentos, das Amt des Intendente, hat Bertil Bentos von der Partido Nacional inne.